# Toktogul

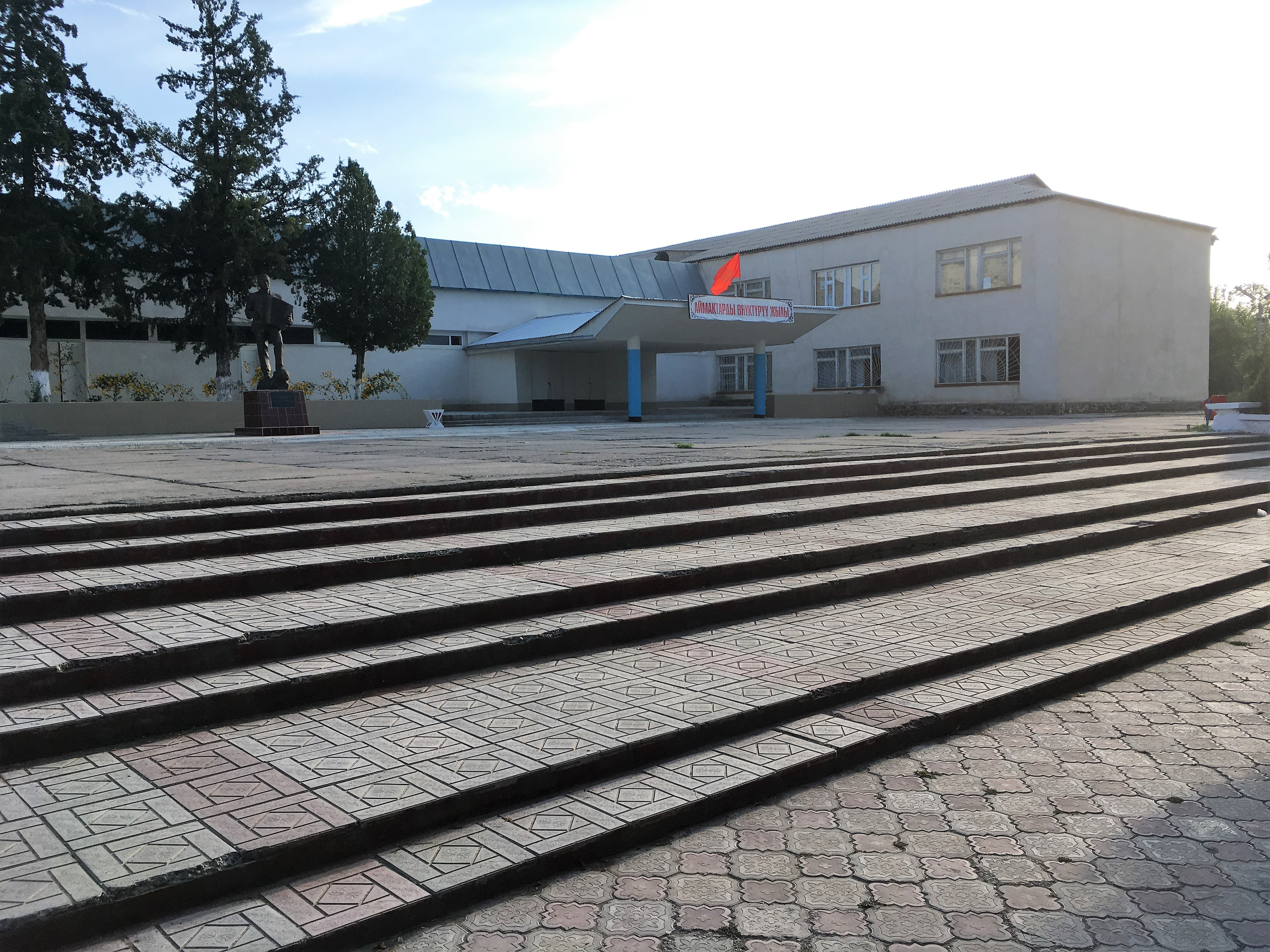
Kulturhaus in Toktogul

Toktogul (kirgisisch Токтогул, russisch Токтогул) ist eine Stadt und Verwaltungssitz des Rajon Toktogul in dem kirgisischen Oblus Dschalal-Abad mit 20.852 Einwohnern (Stand 2022).

## Geschichte
Toktogul wurde 1901 unter dem Namen Mustor gegründet. 2012 erhielt der Ort Stadtrecht. Bis 2012 war Toktogul eine Siedlung städtischen Typs.

### Bevölkerungsentwicklung
| Jahr | Einwohner |
| ---- | --------- |
| 1970 | 08851     |
| 1979 | 12.391    |
| 1989 | 16.381    |
| 1999 | 16.101    |
| 2009 | 16.429    |
| 2022 | 20.852    |

## Lage
Die Stadt liegt am Nordufer des Toktugul-Stausees, der weiter südlich von der Toktogul-Talsperre, der größten ihrer Art in Kirgisistan und in ganz Zentralasien, aufgestaut wird. Toktogul liegt des Weiteren im Norden des kirgisischen Verwaltungsgebietes Dschalal-Abad, südwestlich der kirgisischen Hauptstadt Bischkek. Die Stadt gilt als Bevölkerungsmittelpunkt Kirgistans.

## Verkehr
Toktogul liegt an der Fernstraße M41, die Karabalta im Norden mit Osch im Süden verbindet und weiter als Pamir Highway/M41 nach Tadschikistan führt. Die Straße verbindet die Stadt mit Kara-Köl an der Südküste des Stausees und der Oblus-Hauptstadt Dschalal-Abad. Im Norden verläuft die Straße am Tschytschkan in Richtung Bischkek.
Der Flughafen Toktogul wurde 1970 eröffnet.

## Name
Die Stadt ist, ebenso wie die naheliegende Talsperre und der dazugehörige See, nach dem berühmtesten Sohn der Stadt, dem Sänger Toktogul Satylganow benannt.